# 2,2-dimetil-1,3-tiazolidina
La 2,2-dimetil-1,3-tiazolidina, también conocida como 2,2-dimetiltiazolidina y 2,2-dimetiltetrahidrotiazol, es un compuesto orgánico de fórmula molecular C5H11NS. Su estructura es igual a la de la tiazolidina —heterociclo de cinco miembros con N y S como heteroátomos— pero con dos grupos metilo unidos al átomo de carbono situado entre el nitrógeno y el azufre.

## Propiedades físicas y químicas
A temperatura ambiente, la 2,2-dimetil-1,3-tiazolidina es un líquido incoloro. Su punto de ebullición es de 170 °C y su punto de fusión 11 °C, siendo este último valor estimado. Aproximadamente con la misma densidad que el agua (ρ = 1,02 g/cm³), es soluble en ella, en una proporción aproximada de 70 g/L. El valor del logaritmo de su coeficiente de reparto, logP = 0,91, indica una solubilidad mayor en disolventes apolares —como el 1-octanol— que en disolventes polares.
Tiene una tensión superficial de 32 dina/cm, inferior a la de la tiazolidina (~ 38 dina/cm) y aproximadamente la mitad de la de la agua.
En cuanto a su reactividad, es un compuesto incompatible con agentes oxidantes fuertes.

## Síntesis y usos
La 2,2-dimetil-1,3-tiazolidina se puede sintetizar a partir de aziridina, sulfuro de hidrógeno y acetona. Otra vía de síntesis utiliza como precursores cloruro de cisteamina y acetona.
En cuanto a las aplicaciones de este compuesto, se ha investigado la capacidad de la 2,2-dimetil-1,3-tiazolidina para reemplazar al aminoácido prolina en el bucle V3 del virus de la inmunodeficiencia humana —importante parte del mismo relacionada con muchos de sus procesos biológicos—, con el fin de poder desarrollar vacunas contra el citado virus.
También se ha estudiado la 2,2-dimetil-1,3-tiazolidina en relación con la conotoxina EVIA generada por moluscos del género Conus; en concreto, se ha evaluado la capacidad de esta tiazolidina para bloquear el enlace amida relacionado con la actividad biológica de dicha toxina.

## Precauciones
La 2,2-dimetil-1,3-tiazolidina es un compuesto combustible cuyo punto de inflamabilidad es 55 °C. Es una sustancia irritante para la piel y los ojos.